# Bärenrisssattel
Bärenrisssattel är ett bergspass i Österrike.   Det ligger i distriktet Scheibbs i förbundslandet Niederösterreich, i den östra delen av landet, 100 km sydväst om huvudstaden Wien. Bärenrisssattel ligger 1 097 meter över havet.
Terrängen runt Bärenrisssattel är kuperad åt nordost, men åt sydväst är den bergig. Runt Bärenrisssattel är det ganska glesbefolkat, med 48 invånare per kvadratkilometer.. Närmaste större samhälle är Mariazell, 12,4 km öster om Bärenrisssattel. 
I omgivningarna runt Bärenrisssattel växer i huvudsak blandskog.